# Beata Molak
Beata Molak-Bychawska (ur. 14 stycznia 1962 w Warszawie) – polska piosenkarka solowa i sesyjna, autorka tekstów, laureatka festiwali międzynarodowych i krajowych w latach 1982–1991, jurorka konkursów i przeglądów muzycznych. Od 15 września 1999 roku nieprzerwanie pełni funkcję przewodniczącej Komisji Rewizyjnej Stowarzyszenia Artystów Wykonawców Utworów Muzycznych i Słowno-Muzycznych SAWP.
Jest właścicielką studia nagraniowego Vibes. Prywatnie uczy emisji głosu i interpretacji piosenki.

## Życiorys
Debiutowała w 1979 roku w zespole wokalnym „Afonia” pod kierownictwem dr. Krzysztofa Heeringa. W 1983 roku po raz pierwszy wystąpiła na Krajowym Festiwalu Piosenki Polskiej w Opolu, co zaowocowało współpracą z big-bandem Wiesława Pieregorólki, z którym rok później w Opolu wykonała utwór „To nie koniec” (muz. Wiesław Pieregorólka, sł. Jacek Cygan). W 1985 roku ukończyła z wyróżnieniem Szkołę Muzyczną II stopnia im. Fryderyka Chopina w Warszawie na wydziale wokalnym w sekcji piosenki. W 1986 roku na opolskim festiwalu zaprezentowała utwór „Bestia – słodki dreszcz” (muz. Ryszard Sygitowicz, sł. Bogdan Chorążuk) oraz wzięła udział w koncercie piosenek Adama Kreczmara, gdzie wraz z Anną Ścigalską i Iwoną Iwat wykonała piosenkę „Marmolada” do muzyki Seweryna Krajewskiego.
Wkrótce potem nawiązała współpracę z Markiem Bychawskim, wówczas liderem grupy jazzowej Ezz-thetics. Zespół koncertował z Beatą Molak do 1988 roku. Ballada jazzowa „Love Laced with Blues” (muz. Marek Bychawski, sł. Jerzy Siemasz), zaprezentowana na Sea Jazz Festival w Helsinkach, na dłuższy czas zagościła na antenie fińskiego radia.
W 1988 Beata Molak ponownie wystąpiła na KFPP w Opolu z piosenką „To wina Ewy” (muz. Marek Bychawski, sł. Ewa Żylińska), która została bardzo dobrze przyjęta przez publiczność, ale nie została nagrodzona. Rok później Beata Molak wykonała w Opolu utwór „Wolni” (muz. Marek Bychawski, sł. Justyna Holm), za który otrzymała II nagrodę w koncercie „Premiery”. Jury przyznało jej również nagrodę im. Karola Musioła, a przedstawiciele festiwalu „Człowiek i Morze” w Rostocku wręczyli „Bursztynową Paterę”. Piosenka „Lekcja, czyli naga prawda” zwyciężyła w konkursie na najlepszą piosenkę miesiąca w plebiscycie telewidzów programu ''Premie i premiery''. Została też nominowana do nagrody EMKA'89 w kategorii polska wokalistka (plebiscyt nie został rozstrzygnięty). Zwieńczeniem sukcesów na festiwalu było zaproszenie do finałowego koncertu grupy Trio Tri. Zespół – w składzie: Anna B, Beata Molak, Mieczysław Szcześniak – wystąpił z piosenką „Czyja szyja” (muz. Marek Bychawski, sł. Jacek Skubikowski), której towarzyszył widowiskowy, rozbudowany układ taneczny. Pomysłodawcą projektu był producent muzyczny, Mirosław Wróblewski. Chociaż utwór cieszył się dużą popularnością, nie doczekał się singla.
W listopadzie 1989 Beata Molak nagrała swoją pierwszą solową płytę – album Wolni wydany został w 1990 roku na płycie winylowej i kasecie magnetofonowej nakładem Polskich Nagrań „Muza”.
W 1990 roku w ramach festiwalu w Opolu Beata Molak dała wspólny recital z Ryszardem Rynkowskim, w którym zaśpiewała piosenki pochodzące z płyty Wolni. Artystom towarzyszyła grupa wokalna Studio 123 oraz jazzowy zespół Walk Away, z którym następnie Beata Molak koncertowała do 1992 roku w towarzystwie Lory Szafran i Mietka Szcześniaka – występowali m.in. w teatrze Buffo oraz w studiu Programu III Polskiego Radia.
W 1998 wygrała casting na „polski głos Pocahontas” do filmu animowanego „Pocahontas 2: Podróż do Nowego Świata” – nagrała piosenki „Każdy dzień w Londynie” oraz „Dokąd odejść stąd” z repryzą. 
Od 2015 pełni funkcję jurorki na Myśliborskich Spotkaniach Młodych Autorów i Kompozytorów „SMAK” im. Jonasza Kofty. Od 2019 zasiada w jury Ogólnopolskiego Przeglądu Twórczości Przemysława Gintrowskiego „Pamiątki”. Od 2021 roku jest w składzie komisji Studenckiego Festiwalu Piosenki w Krakowie. 

### Działalność medialna
W latach 1992–1993 pracowała jako dziennikarka dla nowo powstałego miesięcznika „Luiza” – przeprowadzała wywiady z artystami młodego pokolenia, m.in. z Edytą Górniak i zespołem De Mono. Czasopismo skierowane było do nastolatek. 
Po 1992 rozpoczęła współpracę z agencjami reklamowymi – nagrała ponad trzysta piosenek reklamowych, stając się głosem wielu telewizyjnych sloganów, takich jak „Dłuższe życie każdej pralki to Calgon”, „Może to Maybelline”, „Ten znak to Lipton Tea”, „Zawsze Coca-Cola”, czy „Velvet miękki jak aksamit”. Nagrała serię piosenek do reklam lalek Barbie, a także wykonywała dżingle dla stacji radiowych.

### Działalność społeczna i charytatywna
W 1989  wraz z innymi wykonawcami (m.in. Anną B, Danutą Błażejczyk, Krystyną Giżowską, Wandą Kwietniewską, Ryszardem Rynkowskim, Lorą Szafran, Mietkiem Szcześniakiem i Andrzejem Zauchą) wzięła udział w nagraniu piosenki „Arka” (muz. Jerzy Dobrzyński, sł. Justyna Holm) promującą akcję zbierania funduszy dla poszkodowanych w czasie trzęsienia ziemi w Armenii. Uczestniczyła jako wokalistka w charytatywnym Balu Polonii w Wiedniu w 1992 roku, a także na wyborach Miss Fundacji Balet '94 oraz w zbiorowym wykonaniu piosenki „Pokonać strach”, która swoją telewizyjną premierę miała w 1997 roku w ramach ogólnopolskiej akcji „Razem przeciwko przemocy”.

## Życie prywatne
W lipcu 1995 wzięła ślub z Markiem Bychawskim (zm. 2010) – trębaczem jazzowym, twórcą muzyki filmowej i teatralnej, kompozytorem i aranżerem przeważającej większości jej piosenek.

## Dyskografia

### Albumy solowe
- 1990: Wolni (Polskie Nagrania „Muza”, SX 2566)

### Albumy kompilacyjne
- 2017: Jacek Skubikowski (wyd. Polskie Radio) – piosenka „Zabawki gwiazd”
- 2008: Jacka Skubikowskiego imieniny polskiej piosenki – piosenka „Zabawki gwiazd”

### Udział
- 2003: Danuta Błażejczyk – Tak to ja
- 2003: Omar Sangare – On
- 2001: Kayanis – Synesthesis
- 1997: Danuta Błażejczyk – Tak trochę o miłości
- 1996: Ewa Kuklińska – Chcę szaleć
- 1995: Robert Chojnacki – Sax & Sex
- 1993: Ewa Kuklińska – To ja…
- 1991: Ewa Kuklińska – My Style
- 1979: Planeta dzieci[18]

### Ścieżki dźwiękowe
- 2021: Poczekalnia – wokaliza[19]
- 1999: Pokémon, złap je wszystkie! – piosenki z anime Pokémon[20]
- 1998: Pocahontas 2: Podróż do Nowego Świata
- 1997: Przygody szewczyka Grzesia – chórki

### Cykl „Wesołe podwórko”
- 2006: Wesołe podwórko. Zmyślanki-bujanki
- 2005: Wesołe podwórko. Przedszkolaki i zwierzaki
- 2004: Wesołe podwórko. Piosenki dla dzieci[21]

## Nagrody
- 2000: Nagroda Tytana na XI Ogólnopolskim i Międzynarodowym Festiwalu Filmu Reklamowego i Reklamy „CrackFilm” za wykonanie piosenki „Velvet” (kompozycja Marka Bychawskiego)
- 1991: KFPP w Opolu – wyróżnienie za piosenkę "Zabawki gwiazd" (muz. i aranżacja: Marek Bychawski, sł. Jacek Skubikowski)
- 1989: KFPP w Opolu – II nagroda w koncercie "Premiery" za piosenkę "Wolni" (sł. Justyna Holm, muz. i aranżacja: Marek Bychawski)
- 1989: Nagroda im. Karola Musioła za indywidualność wykonawczą młodego artysty
- 1989: "Bursztynowa Patera" (nagroda Festiwalu "Ludzie i Morze" w Rostocku)
- 1988: I nagroda na II Giełdzie Piosenki ZAKR za utwór „Rozmowy ze smutkiem” (muz. Wiesław Pieregorólka, sł. Jacek Cygan)[22]
- 1987: wyróżnienie w konkursie Intertalent '87 w Pradze[23]
- 1986: III nagroda na międzynarodowym festiwalu Złoty Orfeusz[24][25]
- 1985: II nagroda na Międzynarodowych Spotkaniach Wokalistów Jazzowych w Zamościu[26]
- 1982: wyróżnienie na Festiwalu Piosenki Radzieckiej[27]